# Christoph Sigismund von Kropff

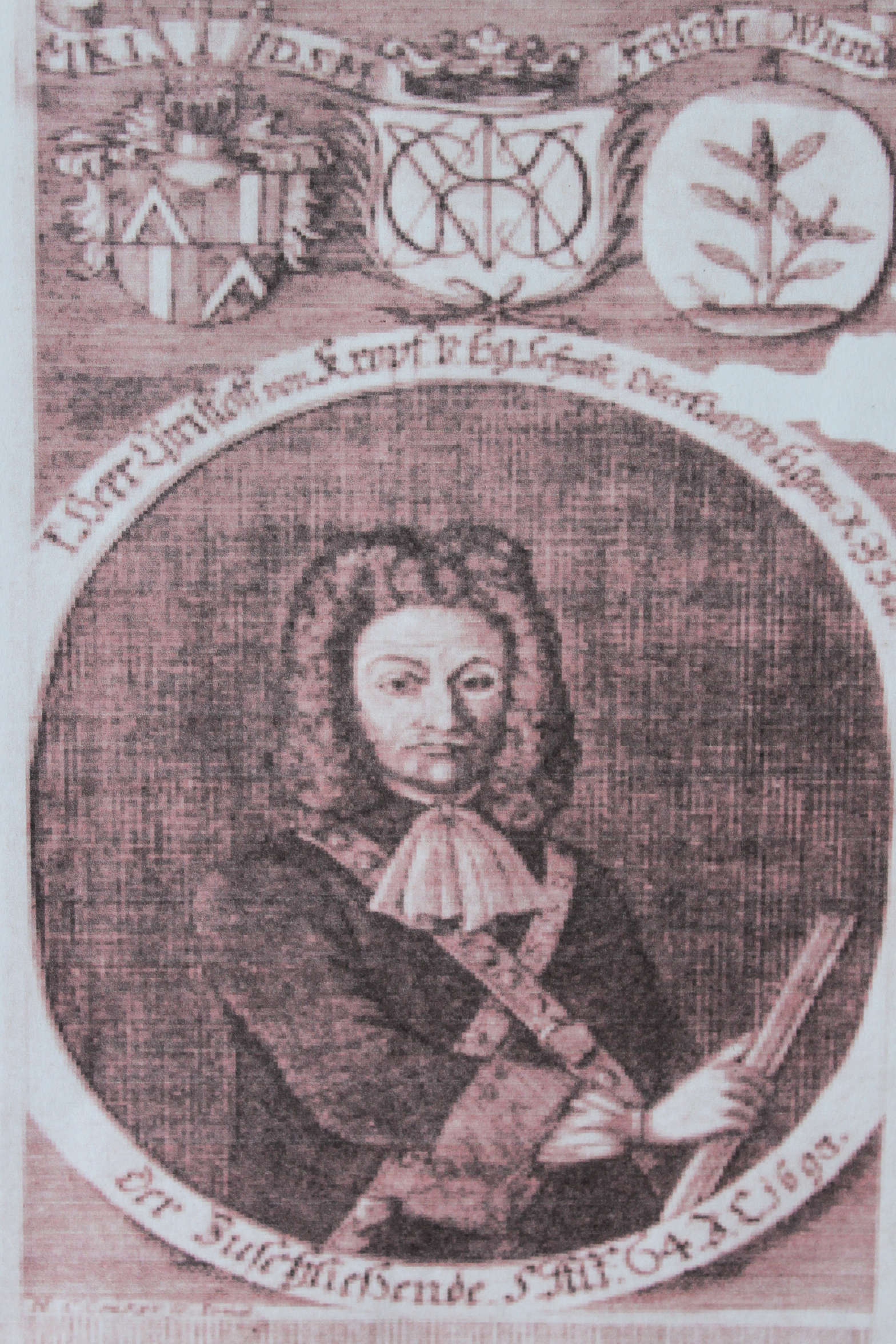
Porträt

Christoph Sigismund von Kropff (* 20. Februar 1629 in Voigtsthal bei Cattenstedt; † 17. Mai 1693 in Jesuborn bei Gehren) war ein deutscher Oberforst- und Jägermeister zu Gehren, Gemeinschafts-Berghauptmann des Hauses Leutenberg, Oberhofmeister zu Arnstadt, seit 1656 Mitglied der Fruchtbringenden Gesellschaft.

## Herkunft
Christoph Sigismund stammte aus dem 1560 nobilitiertem Adelsgeschlecht Kropff. Seine direkte Stammlinie lässt sich bis zu einem Valentin Heinrich von Kropff zurückverfolgen, welcher 1500 als Hauptmann und Amtsverweser in Gröningen, Erzstift Magdeburg, nachweisbar ist. Die älteste urkundliche Erwähnung der Familie findet sich im Stift Haug zu Würzburg (heute im bayerischen Staatsarchiv Bamberg), wobei ein Heinrich Kroph als Zeuge einer Erbverhandlung zwischen den Burggrafen von Nürnberg und den Grafen zu Hohenlohe auftritt.

## Leben
Christoph Sigismund von Kropff wurde als Sohn des Braunschweiger Rats, Oberhofmeisters und Erbherrn zu Gröningen und Cattenstedt Dietrich von Kropff (* 12. März 1580; † 9. April 1657) und Veronika Sophia von Maus am 20. Februar 1629 im Amtshause Voigtsthal im Lande Braunschweig geboren. Nach mehrjährigem Studium an der Fürstenschule zu Gotha ergaben sich erste Anstellungen, u. a. bei dem Pfalzgrafen bei Rhein. Ein Jahresaufenthalt in Frankreich endete für ihn mit der Teilnahme an den Kampfhandlungen des Prinzen de Condé gegen die Regierungstruppen des Vicomte de Turenne am 2. Juli 1652 vor Paris. Nach der Niederlage der Armee des Prinzen ging er zurück nach Deutschland. 1654 bekam er eine Anstellung im Amt Sondershausen als Hof-Juncker, 1659 im Amt Gehren (Schwarzburg-Arnstadt) als Oberforstmeister, wobei er Wohnstatt in Jesuborn fand.
Christoph Sigismund heiratete am 27. Mai 1667 in Anwesenheit der vier Schwarzburgischen Grafen Anna Sophie von Bronsart (1632–1722), Tochter des Erhard von Bronsart (1602–1686) und der Christiana Barbara von Aulack (1611–1701); dies war gleichzeitig die Einweihung der neuen Schlosskapelle zu Gehren. Durch die Heirat wurde Sigismund Erbherr der Güter Zeutsch und Niederkrossen bei Orlamünde im Saaletal. Aus der Ehe gingen vier Kinder hervor: 
- Magdalena Sophia Juliana (* 6. Juli 1668) ⚭ Adam von Thüngen
- Elisabeth Christiana (* 5. Juli 1669; † 17. September 1669)
- Erhard Dietrich (* 11. Juli 1670; † 1730), Erbherr auf Niederkrossen ⚭ Eleonora von Diemar
- Christian Georg (* 5. September 1676; † 27. Dezember 1722), Erbherr auf Zeutsch ⚭ Aemilia Clara von Roth

Noch im Alter von 65 Jahren wurde er als Berg-Hauptmann des Hauses Leutenberge eingestellt, auch wurde er zum Geheimrath zu Arnstadt berufen. Am 17. Mai 1693 verstarb er an den Folgen einer Lungenentzündung und wurde in der Kirche zu Jesuborn bestattet.

## Mitglied der Fruchtbringenden Gesellschaft
1656 wurde Sigismund Mitglied in dem seit 1617 bestehenden Palmenorden. Dabei erhielt er den Gesellschaftsnamen „Der Zuschliessende“. Seine in dieser Zeit entstandenen Sonnette, Gedichte und Lieder sind 1694, nach seinem Tod, zusammengefasst und gedruckt worden und befinden sich heute in der Forschungsbibliothek Gotha.